# ژوزف امبارگا
ژوزف امبارگا (انگلیسی: Joseph Mbarga؛ زادهٔ ۷ نوامبر ۱۹۷۱) بازیکن فوتبال اهل کامرون بود.
از باشگاه‌هایی که در آن بازی کرده است می‌توان به باشگاه ورزشی اتلتیکو جونیور اشاره کرد.
وی همچنین در تیم ملی فوتبال کامرون بازی کرده است.